# Sergio Sánchez Ortega
Sergio Sánchez Ortega (Mataró, 3 april 1986) is een Spaans voetballer die doorgaans als rechtsback speelt. Hij verruilde Panathinaikos in juli 2016 transfervrij voor Roebin Kazan.

## Clubcarrière
Sánchez komt uit de jeugdopleiding van RCD Espanyol. Op 24 april 2005 maakte hij zijn profdebuut tegen Real Zaragoza. In januari 2007 werd hij uitgeleend aan Real Madrid Castilla. Hij werd het volledige seizoen 2007/08 uitgeleend aan Racing Santander. In juli 2009 tekende hij een vierjarig contract bij Sevilla FC, dat drie miljoen euro op tafel legde voor de polyvalente verdediger die ook centraal in de verdediging uit de voeten kan. Op 1 januari 2010 werden hartproblemen bij hem geconstateerd. Op 18 januari 2011 keerde hij terug als profvoetballer. Op 23 juni 2011 tekende hij een vierjarig contract bij Málaga CF, dat 2,8 miljoen euro betaalde voor Sánchez. Op 25 september 2011 debuteerde hij voor de Andalusiërs, tegen Real Zaragoza. Op 3 januari 2012 opende hij de score in een duel in de Copa del Rey tegen Real Madrid. Als rechtsachter moest hij bij Málaga gaan concurreren met Jesús Gámez, die sinds 2005 bij het eerste elftal zat.
Sánchez tekende in juli 2015 een contract tot medio 2019 bij Panathinaikos, de nummer twee van Griekenland in het voorgaande seizoen.

## Nationale jeugdelftallen
Sánchez speelde voor diverse Spaanse jeugdelftallen. Hij kwam viermaal uit voor Spanje –21.

## Erelijst
| Copa del Rey | 1x | 2009/10 |

1 García ·
3 Gómez  ·
4 Kumbulla ·
5 Calero ·
6 Cabrera ·
7 Puado ·
8 Expósito ·
9 Véliz ·
10 Lozano ·
11 Milla ·
12 Tejero ·
13 Pacheco ·
14 Oliván ·
15 Gragera ·
16 Cheddira ·
17 Carreras ·
18 Aguado ·
19 Sánchez ·
20 Král ·
22 Romero ·
23 El Hilali ·
24 Cardona ·
31 Roca ·
33 Fortuño ·
37 Ünüvar ·
Coach: González